# Catherine I de Courtenay
Catherine I de Courtenay, född 25 november 1274, död 11 oktober 1308 i Paris, var latinsk tronpretendent och titulärkejsarinna av Konstantinopel 1283–1308. Hon var dotter till den latinske titulärkejsaren av Konstantinopel, Filip I de Courtenay, och Beatrice av Sicilien.

## Biografi
Catherines farfar hade blivit avsatt då det latinska Konstantinopel återerövrats av bysantinerna år 1261, och den före detta dynastin hade sedan bott på Sicilien.
Vid faderns död 1283 ärvde hon hans arvsrätt till den latinska kejsarvärdigheten i Konstantinopel och erkändes av de latinska vasallstaterna i Grekland som kejsarinna. Hon förlovades tre gånger innan hon år i 28 februari 1301 blev gift med den franske prinsen greve Karl av Valois i St Cloud utanför Paris. 23 april 1301 utropades maken till medregent.
Catherine I de Courtenay fick en son, som dog tidigt, och tre döttrar, varav hennes äldsta dotter Catherine II de Valois ärvde hennes anspråk på den latinska kejsartronen.